# 1898 في الجزائر
الأحداث من عام 1898 في الجزائر.

## الحكم
- .الإحتلال الفرنسي
- 26 يوليو: تعيين إدوار لافريار حاكمًا عامًا للجزائر(لغاية 1900).[1]

## الأحداث
- 20-25 يناير– أعمال عنف مناهضة لليهود، وخاصة في الجزائر.[2] لا تنتهي حتى مغادرة الحاكم العام لويس ليبين في يوليو.
- يونيو – تاسيس جمعية إقبال الرياضية بضاحية «سركينة» في قسنطينة.

## المواليد
- 16 مايو – مصالي الحاج الملقب بـ «أبو الأمة» ولد بمدينة تلمسان – زعيم وطني جزائري كان حد من المطالبين بالاستقلال عن فرنسا منذ العشرينات، وهو مؤسس حزب سياسي وطني نجم شمال إفريقيا الذي تحول إلى حزب الشعب الجزائري، ثم إلى حركة انتصار الحريات الديمقراطية وأخيرا حزب الحركة الوطنية الجزائرية – وتوفي بالعاصمة الفرنسية باريس في 3 يونيو 1974.
- 26 مايو – مبارك الميلي المعروف بالميلي – رجل إصلاحي جزائري نشط في إثناء الإحتلال الفرنسي للجزائر وكان عضوا بارزا لجمعية العلماء المسلمين الجزائريين – توفي 9 فبراير 1945.
- 14 أكتوبر – أحمد بوغيرا العوافي، ولد في أولاد جلال ولاية بسكرة 1898– حاصل على الميدالية الذهبية في الماراثون للألعاب الأولمبية 1928 في أمستردام، يعد أول رياضي عربي نال الميدالية الذهبية في الألعاب الأولمبية وتوفي مقتولًا في مقهى حيث كان يعمل فيه كمنظف، وذلك بتاريخ 18 أكتوبر 1959 في سان دوني.[3]
- عمر بن البسكري العقبي – شاعر وكاتب جزائري – (ت. 3 مارس 1968)